# Halcurias pilatus
Halcurias pilatus is een zeeanemonensoort uit de familie Halcuriidae.
Halcurias pilatus is voor het eerst wetenschappelijk beschreven door McMurrich in 1893.